# ФК «Ахмат» в сезоне 2022/2023
Сезон 2022/2023 годов для футбольного клуба «Ахмат» (Грозный) — 15-й подряд, который клуб провёл в Российской премьер-лиге.
26 июля 2020 года «Ахмат» возглавил Андрей Талалаев, который подписал контракт на 3 года.
Предыдущий сезон клуб завершил на 7 месте. В розыгрыше Кубка России «Ахмат» выбыл из розыгрыша по итогам группового турнира.
На начало сезона высшим достижением клуба в чемпионате страны было пятое место в сезоне 2016—2017 годов под руководством Рашида Рахимова. Высшим достижением в розыгрыше Кубка страны для команды, которая тогда называлась «Терек», было завоевание Кубка в сезоне 2003/2004 годов. Наставником команды в том сезоне был Ваит Талгаев.
22 сентября 2022 года главным тренером «Ахмата» до конца сезона был назначен Сергей Ташуев, который уже был старшим тренером клуба в 2006 году.
По итогам сезона клуб повторил свой лучший результат в РПЛ, заняв 5-е место.

## Трансферы 2022/2023

### Пришли
| Поз. | Игрок            | Прежний клуб |
| ---- | ---------------- | ------------ |
| Вр   | Михаил Опарин    | Енисей       |
| Защ  | Юрий Журавлёв    | Уфа          |
| Защ  | Дарко Тодорович  | Ред Булл     |
| Защ  | Никита Кармаев** | Кубань       |
| ПЗ   | Иван Олейников   | Чайка        |
| ПЗ   | Конрад Михаляк** | Коньяспор    |
| ПЗ   | Амир Адуев**     | Шахтёр       |
| ПЗ   | Габриэл Янку**   | Фарул        |
| ПЗ   | Кирилл Фольмер*  | Ростов       |
| Нап  | Владимир Ильин   | Краснодар    |
| Нап  | Гамид Агаларов   | Уфа          |

### Ушли
| Поз. | Игрок                 | Новый клуб |
| ---- | --------------------- | ---------- |
| Вр   | Виталий Гудиев***     | Химки      |
| Защ  | Никита Кармаев*       | Ротор      |
| Защ  | Дарко Тодорович**     | Ред Булл   |
| Защ  | Александр Пуцко***    | Балтика    |
| Защ  | Виталий Лысцов**      | Локомотив  |
| ПЗ   | Конрад Михаляк        | Коньяспор  |
| ПЗ   | Владислав Карапузов** | Динамо     |
| ПЗ   | Игорь Коновалов**     | Рубин      |
| ПЗ   | Даниил Уткин**        | Краснодар  |
| Нап  | Сенин Себаи***        | Ирони      |
| Нап  | Артём Архипов**       | Кубань     |

* В аренду

** Из аренды

*** Свободный агент

## Соревнования

### Премьер-лига

#### Результаты по турам
| Тур   | 01 | 02 | 03 | 04 | 05 | 06 | 07 | 08 | 09 | 10 | 11 | 12 | 13 | 14 | 15 | 16 | 17 | 18 | 19 | 20 | 21 | 22 | 23 | 24 | 25 | 26 | 27 | 28 | 29 | 30 |
| ----- | -- | -- | -- | -- | -- | -- | -- | -- | -- | -- | -- | -- | -- | -- | -- | -- | -- | -- | -- | -- | -- | -- | -- | -- | -- | -- | -- | -- | -- | -- |
| Поле  | Д  | Д  | В  | Д  | В  | В  | Д  | В  | Д  | В  | Д  | В  | В  | Д  | Д  | В  | В  | Д  | Д  | В  | В  | Д  | В  | Д  | Д  | В  | В  | Д  | В  | Д  |
| Итог  | Н  | В  | П  | Н  | В  | П  | П  | В  | П  | В  | В  | П  | В  | В  | П  | В  | П  | В  | П  | В  | Н  | В  | Н  | В  | П  | В  | В  | В  | П  | Н  |
| Место | 7  | 5  | 8  | 9  | 8  | 8  | 10 | 8  | 9  | 8  | 7  | 8  | 7  | 6  | 7  | 5  | 6  | 6  | 6  | 6  | 6  | 5  | 7  | 5  | 5  | 5  | 5  | 5  | 5  | 5  |

Последнее обновление: 3 июня 2023.
Источник: Матчи

Поле: Д = дома; В = на выезде. Итог: Н = ничья; П = команда проиграла; В = команда выиграла; О = матч отложен.

#### Матчи
| Ахмат                                                                          | 1:1 Протокол | Спартак                                                  |
| Тодорович 41' · Конате 44' · Тимофеев 45′ · Швец 72' · Фольмер 79' · Шелия 89' | Голы         | Рыбус 41' 41' · Зиньковский 59' · Промес 72' · Мозес 84′ |

| | Составы | | |
| Шелия, Семёнов, Журавлев, Богосавац, Тодорович, Тимофеев, Трошечкин (Олейников 89'), Швец, Садулаев (Ильин 56'), Харин (Фольмер 68'), Конате (Агаларов 56'). Главный тренер: Андрей Талалаев. |         | Селихов, Чернов, Джикия, Рыбус, Зобнин (Литвинов 78'), Зиньковский (Мозес 78'), Хлусевич, Умяров (Мартинс 58'), Денисов, Промес, Николсон (Соболев 46'). Главный тренер: Гильермо Абаскаль. | Селихов, Чернов, Джикия, Рыбус, Зобнин (Литвинов 78'), Зиньковский (Мозес 78'), Хлусевич, Умяров (Мартинс 58'), Денисов, Промес, Николсон (Соболев 46'). Главный тренер: Гильермо Абаскаль. |

| Ахмат                               | 2:1 (1:1) Протокол | Факел                                   |
| Ильин 37′ · Агаларов 64′ · Швец 66' | Голы               | Максимов 27′ · Акбашев 63' · Шаваев 74' |

| | Составы | | |
| Шелия, Семёнов, Журавлев, Богосавац, Тодорович, Тимофеев, Трошечкин (Агаларов 46'), Швец, Садулаев (Бериша 8', Нижич 75'), Харин (Олейников 90'), Ильин (Конате 75'). Главный тренер: Андрей Талалаев. |         | Городовой, Дашаев, Божин, Черов, Магаль (Мастерной 81'), Акбашев, Альшин (Шляков 81'), Дмитриев (Шаваев 72'), Квеквескири (Мендель 72'), Аппаев (Ивахнов 78'), Максимов. Главный тренер: Олег Василенко. | Городовой, Дашаев, Божин, Черов, Магаль (Мастерной 81'), Акбашев, Альшин (Шляков 81'), Дмитриев (Шаваев 72'), Квеквескири (Мендель 72'), Аппаев (Ивахнов 78'), Максимов. Главный тренер: Олег Василенко. |

| Сочи | 2:1 (1:0) Протокол | Ахмат                                              |
| Цаллагов 4' · Мещанинов 7' · Терехов 12' · Нобоа 20′, 49′ 59' · Ангбан 45' · Макарчук 61' · Бородин 66' · Точилин 73' | Голы               | Тодорович 5' · Талалаев 20' 45' · Бериша 21' · 60′ |

| | Составы | | |
| Адамов, Терехов, Макарчук, Мещанинов, Дркушич, Бурмистров, Нобоа, Цаллагов, Ангбан, Мелкадзе (Юсупов 75'), Сарвели. Главный тренер: Александр Точилин. |         | Шелия, Семёнов (Быстров 78'), Журавлев, Нижич, Богосавац, Тодорович, Тимофеев (Швец 59'), Трошечкин, Олейников (Садулаев 46'), Бериша (Конате 59'), Ильин (Агаларов 46'). Главный тренер: Андрей Талалаев. | Шелия, Семёнов (Быстров 78'), Журавлев, Нижич, Богосавац, Тодорович, Тимофеев (Швец 59'), Трошечкин, Олейников (Садулаев 46'), Бериша (Конате 59'), Ильин (Агаларов 46'). Главный тренер: Андрей Талалаев. |

| Ахмат                                                               | 0:0 Протокол | Зенит                                     |
| Трошечкин 11' · Садулаев 45+' · Нижич 48' · Тимофеев 81' · Швец 89' | Голы         | Ловрен 32' · Сутормин 36' · Одоевский 41' |

| | Составы | | |
| Шелия, Журавлев, Быстров (Конате 86'), Нижич, Богосавац, Тодорович, Тимофеев (Фольмер 88'), Трошечкин (Олейников 61'), Швец, Садулаев (Агаларов 46'), Ильин (Бериша 61'). Главный тренер: Андрей Талалаев. |         | Одоевский, Дуглас Сантос, Ловрен (Адамов 46'), Родригао, Сутормин (Алип 46'), Мостовой (Кержаков 44'), Барриос, Вендел, Клаудиньо (Бакаев 60'), Малком, Кассьерра (Чистяков 87'). Главный тренер: Сергей Семак. | Одоевский, Дуглас Сантос, Ловрен (Адамов 46'), Родригао, Сутормин (Алип 46'), Мостовой (Кержаков 44'), Барриос, Вендел, Клаудиньо (Бакаев 60'), Малком, Кассьерра (Чистяков 87'). Главный тренер: Сергей Семак. |

| Химки                                      | 1:3 (0:2) Протокол | Ахмат                                                   |
| Данилкин 20' · Ломовицкий 61′ · Чёрный 71' | Голы               | Трошечкин 18′ · Швец 23′ · Агаларов 84' · Тимофеев 90+′ |

| | Составы | | |
| Лантратов, Никитин (Чёрный 46'), Данилкин (Зуев 76'), Филин, Боженов (Долгов 76'), Глушаков, Кухарчук (Волков 46'), Мирзов, Ломовицкий, Гбане, Руденко (Садыгов 76'). Главный тренер: Николай Писарев. |         | Шелия, Журавлев, Быстров, Нижич, Богосавац, Тодорович, Тимофеев, Трошечкин (Харин 80'), Швец, Садулаев (Олейников 46'), Конате (Агаларов 56'). Главный тренер: Андрей Талалаев. | Шелия, Журавлев, Быстров, Нижич, Богосавац, Тодорович, Тимофеев, Трошечкин (Харин 80'), Швец, Садулаев (Олейников 46'), Конате (Агаларов 56'). Главный тренер: Андрей Талалаев. |

| ЦСКА                                                                   | 4:2 (3:1) Протокол | Ахмат                               |
| Набабкин 14' 33′ · Чалов 29′ · Карраскаль 35′ · Мухин 44' · Медина 78′ | Голы               | Нижич 23' · Конате 41′ · Бериша 58′ |

| | Составы | | |
| Акинфеев, Набабкин, Дивеев, Мойзес, Обляков, Мухин, Зайнутдинов, Медина, Карраскаль, Гайич, Чалов. Главный тренер: Владимир Федотов. |         | Шелия (Опарин 46'), Журавлев, Быстров, Нижич, Богосавац, Тодорович (Харин 71'), Тимофеев, Трошечкин (Олейников 56'), Швец, Садулаев (Бериша 56'), Конате (Ильин 71'). Главный тренер: Андрей Талалаев. | Шелия (Опарин 46'), Журавлев, Быстров, Нижич, Богосавац, Тодорович (Харин 71'), Тимофеев, Трошечкин (Олейников 56'), Швец, Садулаев (Бериша 56'), Конате (Ильин 71'). Главный тренер: Андрей Талалаев. |

| Ахмат                              | 1:2 (1:1) Протокол | Крылья Советов                                            |
| Конате 5′ · Опарин 30' · Швец 45+' | Голы               | Ежов 6' 21′ · Бейл 47' · Коваленко 72′ 90+' · Хабулов 83' |

| | Составы | | |
| Опарин, Журавлев, Быстров, Нижич (Швец 21'), Богосавац, Тодорович (Уциев 69'), Тимофеев (Ташаев 31'), Трошечкин, Олейников, Бериша (Харин 46'), Конате (Ильин 46'). Главный тренер: Андрей Талалаев. |         | Ломаев, Евгеньев (Хубулов 69'), Горшков, Солдатенков, Барач, Бейл, Якуба (Витюгов 69'), Соколов (Цыпченко 69'), Ежов (Зотов 90'), Коваленко, Глущенков (Гапонов 90'). Главный тренер: Игорь Осинькин. | Ломаев, Евгеньев (Хубулов 69'), Горшков, Солдатенков, Барач, Бейл, Якуба (Витюгов 69'), Соколов (Цыпченко 69'), Ежов (Зотов 90'), Коваленко, Глущенков (Гапонов 90'). Главный тренер: Игорь Осинькин. |

| Локомотив                                      | 1:2 (1:1) Протокол | Ахмат                                                          |
| Магкеев 33' · Миранчук 42′ (пен.) · Камано 71' | Голы               | Конате 3′ 11' 28' · Быстров 22' · Садулаев 62′ · Трошечкин 74' |

| | Составы | | |
| Худяков, Живоглядов, Магкеев, Тикнизян, Едвай, Баринов, Миранчук, Карпукас (Раконьяц 46'), Керк (Митай 80'), Игнатьев (Раков 87'), Камано. Главный тренер: Йозеф Циннбауэр. |         | Шелия, Уциев, Журавлев, Быстров, Тимофеев, Трошечкин, Олейников (Богосавац 63'), Бериша (Камилов 63'), Садулаев (Ильин 63'), Харин, Конате. Главный тренер: Андрей Талалаев. | Шелия, Уциев, Журавлев, Быстров, Тимофеев, Трошечкин, Олейников (Богосавац 63'), Бериша (Камилов 63'), Садулаев (Ильин 63'), Харин, Конате. Главный тренер: Андрей Талалаев. |

| Ахмат                                                               | 1:3 (0:1) Протокол | Пари Нижний Новгород                                                          |
| Агаларов 17' · Трошечкин 28' · Швец 48' · Журавлёв 59′ · Бериша 90' | Голы               | Сулейманов 22′, 61′ 84' · Кротов 36' · Майга 52' · Рыбчинский 56' · Гоцук 64′ |

| | Составы | | |
| Шелия, Уциев (Олейников 70'), Журавлев, Быстров, Тимофеев, Трошечкин (Фольмер 85'), Бериша, Швец (Карапузов 70'), Садулаев (Камилов 77'), Харин, Агаларов (Ильин 46'). Главный тренер: Андрей Талалаев. |         | Гойло, Стоцкий, Гоцук, Агапов, Масоэро, Юлдошев (Набиуллин 70'), Якуба, Рыбчинский (Шильцов 81'), Майга, Кротов (Милсон 46'), Сулейманов (Жигулев 90'). Главный тренер: Михаил Галактионов. | Гойло, Стоцкий, Гоцук, Агапов, Масоэро, Юлдошев (Набиуллин 70'), Якуба, Рыбчинский (Шильцов 81'), Майга, Кротов (Милсон 46'), Сулейманов (Жигулев 90'). Главный тренер: Михаил Галактионов. |

| Урал                             | 1:2 (0:1) Протокол | Ахмат                                                  |
| Гаджимурадов 53' · Быковский 84′ | Голы               | Харин 38′ · Карапузов 50' · Быстров 61' · Бериша 90+1′ |

| | Составы | | |
| Помазун, Беввев (Кулаков 46'), Бегич, Быковский, Иллой-Айет, Газинский (Сиссе 46'), Подберезкин (Каштанов 36'), Мишкич, Гаджимурадов (Юшин 77'), Бикфалви (Влут 4'), Ранджелович. Главный тренер: Виктор Гончаренко. |         | Шелия, Уциев, Быстров (Журавлев 84'), Богосавац, Тимофеев, Трошечкин, Олейников (Бериша 80'), Швец, Садулаев (Карапузов 46'), Харин (Камилов 66'), Ильин (Конате 66'). И.о. главного тренера: Юрий Нагайцев. | Шелия, Уциев, Быстров (Журавлев 84'), Богосавац, Тимофеев, Трошечкин, Олейников (Бериша 80'), Швец, Садулаев (Карапузов 46'), Харин (Камилов 66'), Ильин (Конате 66'). И.о. главного тренера: Юрий Нагайцев. |

| Ахмат                                                       | 2:1 (2:0) Протокол | Динамо                                                   |
| Камилов 19' · Швец 22′ · Быстров 25' · Садулаев 44′ 39' 62' | Голы               | Норманн 28' · Лаксальт 44' · Сазонов 52' · Гладышев 90+′ |

| | Составы | | |
| Шелия, Уциев, Быстров (Семёнов 74'), Богосавац, Тимофеев, Камилов, Олейников (Харин 63'), Бериша (Трошечкин 74'), Швец, Садулаев, Конате (Ильин 79'). Главный тренер: Сергей Ташуев. |         | Шунин, Сазонов, Лаксальт (Скопинцев 73'), Маричаль, Даса, Фомин, Захарян, Норманн (Тюкавин 46'), Нгамалё (Лесовой 80'), Смолов, Грулёв (Гладышев 73'). Главный тренер: Славиша Йоканович. | Шунин, Сазонов, Лаксальт (Скопинцев 73'), Маричаль, Даса, Фомин, Захарян, Норманн (Тюкавин 46'), Нгамалё (Лесовой 80'), Смолов, Грулёв (Гладышев 73'). Главный тренер: Славиша Йоканович. |

| Оренбург                                              | 2:1 (0:1) Протокол | Ахмат                              |
| Ойеволе 45+' · Сычевой 53′ · Аюпов 68′ · Гойкович 75' | Голы               | Конате 28′ · Бериша 41' · Швец 74' |

| | Составы | | |
| Кеняйкин, Сиваков, Павловец (Капленко 46'), Гойкович, Стаматов (Малых 77'), Эктов, Аюпов, Марин (Мансилья 46'), Вера (Полуяхтов 90'), Флорентин (Воробьёв 84'), Сычевой. Главный тренер: Марцел Личка. |         | Шелия, Быстров, Богосавац, Тимофеев, Трошечкин, Олейников, Бериша, Карапузов, Швец, Харин (Агаларов 71'), Конате (Ильин 63'). Главный тренер: Сергей Ташуев. | Шелия, Быстров, Богосавац, Тимофеев, Трошечкин, Олейников, Бериша, Карапузов, Швец, Харин (Агаларов 71'), Конате (Ильин 63'). Главный тренер: Сергей Ташуев. |

| Краснодар                                  | 2:3 (1:2) Протокол | Ахмат |
| Сперцян 30′ · Баняц 38' 55′ · Кривцов 90+' | Голы               | Бериша 18′ (пен.) · Тимофеев 35′ 54' · Карапузов 45+' · Садулаев 65' · Камилов 75' · Олейников 90+' 90+′ |

| | Составы | | |
| Сафонов, Бородин, Рамирес, Литвинов, Волков, Ахметов, Сперцян, Кривцов, Баняц (Петров 83'), Кордоба, Олусегун. Главный тренер: Александр Сторожук. |         | Шелия, Быстров, Богосавац, Тимофеев, Камилов, Олейников, Бериша, Карапузов (Харин 46'), Швец, Садулаев, Ильин (Конате 46'). Главный тренер: Сергей Ташуев. | Шелия, Быстров, Богосавац, Тимофеев, Камилов, Олейников, Бериша, Карапузов (Харин 46'), Швец, Садулаев, Ильин (Конате 46'). Главный тренер: Сергей Ташуев. |

| Ахмат                    | 1:0 (1:0) Протокол | Торпедо                    |
| Конате 41′ · Семёнов 87' | Голы               | Смольников 29' · Савич 76' |

| | Составы | | |
| Шелия, Семёнов, Быстров, Богосавац, Камилов, Олейников, Бериша (Карапузов 76'), Швец, Садулаев (Трошечкин 69'), Харин, Конате. Главный тренер: Сергей Ташуев. |         | Довбня, Самсонов (Лаптев 82'), Смольников (Эркинов 46'), Прошкин, Нетфуллин, Ле Таллек, Енин (Турищев 46'), Чурич (Каймаков 68'), Савич, Лебеденко (Кожемякин 46'), Караев. И.о. главного тренера: Юрий Нагайцев. | Довбня, Самсонов (Лаптев 82'), Смольников (Эркинов 46'), Прошкин, Нетфуллин, Ле Таллек, Енин (Турищев 46'), Чурич (Каймаков 68'), Савич, Лебеденко (Кожемякин 46'), Караев. И.о. главного тренера: Юрий Нагайцев. |

| Ахмат                                             | 1:2 (1:0) Протокол | Ростов                                          |
| Конате 14′ · Швец 64' · Бериша 71' · Агаларов 83' | Голы               | Миронов 36' · Комличенко 75′ 90' · Сильянов 86′ |

| | Составы | | |
| Шелия, Семёнов, Быстров, Богосавац, Тимофеев (Харин 87'), Камилов, Олейников (Ильин 88'), Бериша, Швец, Садулаев (Трошечкин 76'), Конате (Агаларов 76'). Главный тренер: Сергей Ташуев. |         | Песьяков, Чернов, Осипенко, Сильянов, Мелёхин, Миронов (Щетинин 46'), Уткин, Тугарев (Мельников 83'), Глебов, Полоз (Голенков 87'), Комличенко (Лангович 90'). Главный тренер: Валерий Карпин. | Песьяков, Чернов, Осипенко, Сильянов, Мелёхин, Миронов (Щетинин 46'), Уткин, Тугарев (Мельников 83'), Глебов, Полоз (Голенков 87'), Комличенко (Лангович 90'). Главный тренер: Валерий Карпин. |

| Зенит                     | 1:2 (0:2) Протокол | Ахмат                               |
| Мостовой 65′ · Сантос 87' | Голы               | Харин 1′ · Конате 8′ · Тимофеев 46' |

| | Составы | | |
| Караваев, Караваев (Мостовой 46'), Чистяков (Круговой 32'), Дуглас Сантос, Ловрен, Кузяев, Барриос (Ерохин 90'), Вендел, Клаудиньо, Сергеев (Мантуан 89'), Малком. Главный тренер: Сергей Семак. |         | Шелия, Семёнов, Быстров, Богосавац, Тимофеев, Камилов (Трошечкин 56'), Олейников (Журавлев 78'), Швец, Садулаев (Ильин 56'), Харин (Карапузов 66'), Конате (Агаларов 78'). Главный тренер: Сергей Ташуев. | Шелия, Семёнов, Быстров, Богосавац, Тимофеев, Камилов (Трошечкин 56'), Олейников (Журавлев 78'), Швец, Садулаев (Ильин 56'), Харин (Карапузов 66'), Конате (Агаларов 78'). Главный тренер: Сергей Ташуев. |

| Пари Нижний Новгород                                                                                 | 3:2 (1:0) Протокол | Ахмат                                 |
| Майга 7' · Михайлов 20′ · Кротов 42' · Сулейманов 52′ · Юлдошев 55' · Рыбчинский 70′ · Корнюшин 90+' | Голы               | Бериша 49' · Ильин 73′ · Тимофеев 86′ |

| | Составы | | |
| Нигматуллин, Агапов, Корнюшин, Александров, Масоэро, Юлдошев (Набиуллин 79'), Михайлов, Майга (Жигулёв 79'), Кротов (Рыбчинский 57'), Сулейманов, Янсане (Шильцов 57'). Главный тренер: Михаил Галактионов. |         | Шелия, Журавлев, Быстров, Богосавац, Тимофеев, Камилов (Агаларов 59'), Олейников (Трошечкин 46'), Бериша, Швец, Садулаев (Харин 66'), Конате (Ильин 46'). Главный тренер: Сергей Ташуев. | Шелия, Журавлев, Быстров, Богосавац, Тимофеев, Камилов (Агаларов 59'), Олейников (Трошечкин 46'), Бериша, Швец, Садулаев (Харин 66'), Конате (Ильин 46'). Главный тренер: Сергей Ташуев. |

| Ахмат                                                 | 3:1 (2:1) Протокол | Оренбург                                                                                       |
| Харин 11′ · Бериша 45+′ · Семёнов 60' · Тимофеев 90+′ | Голы               | Малых 9' · Сиваков 24' 45+' · Стаматов 35' · Воробьёв 45+′ · Аюпов 47' · Перес 60' · Гошев 61' |

| | Составы | | |
| Шелия, Уциев, Семёнов, Шатара, Тимофеев, Олейников (Камилов 87'), Бериша, Швец, Садулаев (Карапузов 75'), Харин, Агаларов (Ильин 73'). Главный тренер: Сергей Ташуев. |         | Сысуев, Малых, Сиваков, Стаматов, Перес, Аюпов (Башич 46'), Капленко (Гойкович 46'), Марин (Ковалёв 46'), Вера, Воробьёв (Титков 87'), Мансилья (Эктов 79'). Главный тренер: Марцел Личка. | Сысуев, Малых, Сиваков, Стаматов, Перес, Аюпов (Башич 46'), Капленко (Гойкович 46'), Марин (Ковалёв 46'), Вера, Воробьёв (Титков 87'), Мансилья (Эктов 79'). Главный тренер: Марцел Личка. |

| Ахмат                                  | 0:1 (0:1) Протокол | Локомотив (Москва)                                            |
| Садулаев 29' · Швец 67' · Агаларов 89' | Голы               | Магкеев 9' 20' · Пиняев 11′ · Ненахов 42' 60' · Лантратов 90' |

| | Составы | | |
| Шелия, Уциев (Карапузов 57'), Семёнов, Шатара, Тимофеев (Диванович 57'), Олейников (Камилов 67'), Бериша, Швец (Ильин 67'), Садулаев (Черняк 88'), Харин, Агаларов. Главный тренер: Сергей Ташуев. |         | Лантратов, Ненахов, Магкеев, Тикнизян, Кузьмичёв, Конти, Карпукас, Дзюба (Марадишвили 76'), Глущенков (Куликов 46'), Пиняев (Смольников 63'), Камано (Миранчук 63'). Главный тренер: Михаил Галактионов. | Лантратов, Ненахов, Магкеев, Тикнизян, Кузьмичёв, Конти, Карпукас, Дзюба (Марадишвили 76'), Глущенков (Куликов 46'), Пиняев (Смольников 63'), Камано (Миранчук 63'). Главный тренер: Михаил Галактионов. |

| Крылья Советов                                | 0:1 (0:0) Протокол | Ахмат                                                                                   |
| Солдатенков 13' · Корниленко 64' · Ломаев 86' | Голы               | Тимофеев 46′ 58' · Харин 54' · Садулаев 62' · Карапузов 70' · Молчанов 79' · Шелия 90+' |

| | Составы | | |
| Ломаев, Евгеньев, Горшков (Рассказов 76'), Солдатенков, Бейл, Костанца (Витюгов 66'), Ежов (Чиркович 66'), Коваленко, Рахманович (Цыпченко 76'), Гарре (Шитов 66'), Сычевой. Главный тренер: Михаил Галактионов. |         | Шелия, Уциев, Семёнов (Нижич 79'), Шатара, Тимофеев, Камилов, Олейников, Бериша, Садулаев (Карапузов 69'), Харин, Агаларов (Ильин 90'). Главный тренер: Сергей Ташуев. | Шелия, Уциев, Семёнов (Нижич 79'), Шатара, Тимофеев, Камилов, Олейников, Бериша, Садулаев (Карапузов 69'), Харин, Агаларов (Ильин 90'). Главный тренер: Сергей Ташуев. |

| Спартак                                  | 0:0 Протокол | Ахмат                  |
| Николсон 25' · Бальде 55' · Хлусевич 76' | Голы         | Ильин 44' · Шелия 90+' |

| | Составы | | |
| Селихов, Чернов, Тавариш, Зобнин, Игнатов (Мозес 61'), Хлусевич, Литвинов, Пруцев (Зиньковский 79'), Денисов (Мартинс 61'), Соболев, Николсон (Промес 46', Бальде 54'). Главный тренер: Гильермо Абаскаль. |         | Шелия, Уциев, Семёнов, Шатара, Олейников (Нижич 83'), Бериша (Тодорович 64'), Швец, Харин, Диванович (Камилов 34'), Ильин (Трошечкин 46'), Агаларов (Конате 46'). Главный тренер: Сергей Ташуев. | Шелия, Уциев, Семёнов, Шатара, Олейников (Нижич 83'), Бериша (Тодорович 64'), Швец, Харин, Диванович (Камилов 34'), Ильин (Трошечкин 46'), Агаларов (Конате 46'). Главный тренер: Сергей Ташуев. |

| Ахмат                     | 2:0 (1:0) Протокол | Урал                                       |
| Харин 4′ · Бериша 30' 57′ | Голы               | Мишкич 7' · Гогличидзе 33' · Филипенко 89' |

| | Составы | | |
| Шелия, Уциев, Семёнов, Богосавац, Шатара, Тимофеев (Камилов 63'), Бериша (Ильин 63'), Швец, Садулаев, Харин (Карапузов 83'), Конате (Диванович 74'). Главный тренер: Сергей Ташуев. |         | Помазун, Филипенко, Гогличидзе (Бевеев 46'), Кулаков, Иллой-Айет, Подберёзкин (Бикфалви 46'), Егорычев, Сунгатулин (Газинский 76'), Мишкич, Татаринов (Влут 46'), Каштанов (Сиссе 64'). Главный тренер: Виктор Гончаренко. | Помазун, Филипенко, Гогличидзе (Бевеев 46'), Кулаков, Иллой-Айет, Подберёзкин (Бикфалви 46'), Егорычев, Сунгатулин (Газинский 76'), Мишкич, Татаринов (Влут 46'), Каштанов (Сиссе 64'). Главный тренер: Виктор Гончаренко. |

| Факел                                    | 1:1 (0:1) Протокол | Ахмат                                                                          |
| Квеквескири 28' · Божин 55′ · Альшин 67' | Голы               | Тимофеев 15′ · Конате 49' · Ильин 73' · Швец 85' · Карапузов 86' · Семёнов 86' |

| | Составы | | |
| Свинов, Суслов, Божин, Черов (Брахими 46'), Морозов, Акбашнв, Альшин (Магаль 69'), Якимов, Квеквескири, Марков (Максимов 46'), Аппаев. Главный тренер: Дмитрий Пятибратов. |         | Шелия, Уциев, Семёнов, Богосавац, Шатара (Нижич 11'), Тимофеев, Камилов (Ильин 46'), Швец, Садулаев (Карапузов 65'), Харин, Конате (Агаларов 81'). Главный тренер: Сергей Ташуев. | Шелия, Уциев, Семёнов, Богосавац, Шатара (Нижич 11'), Тимофеев, Камилов (Ильин 46'), Швец, Садулаев (Карапузов 65'), Харин, Конате (Агаларов 81'). Главный тренер: Сергей Ташуев. |

| Ахмат                      | 1:0 (0:0) Протокол | Сочи        |
| Богосавац 45+' · Ильин 86′ | Голы               | Терехов 20' |

| | Составы | | |
| Шелия, Уциев (Тодорович 76'), Семёнов, Нижич, Богосавац, Тимофеев, Бериша (Карапузов 73'), Швец, Садулаев (Ильин 73'), Харин (Гбамбле 63'), Конате (Агаларов 63'). Главный тренер: Сергей Ташуев. |         | Адамов, Терехов, Юрганов, Маргасов, Макарчук (Заика 76'), Дркушич, Нобоа, Юсупов (Бурмистров 71'), Кравцов, Жоаозиньо (Мигел 46'), Джорджевич (Мелкадзе 82'). Главный тренер: Дмитрий Хохлов. | Адамов, Терехов, Юрганов, Маргасов, Макарчук (Заика 76'), Дркушич, Нобоа, Юсупов (Бурмистров 71'), Кравцов, Жоаозиньо (Мигел 46'), Джорджевич (Мелкадзе 82'). Главный тренер: Дмитрий Хохлов. |

| Ахмат      | 1:3 (0:2) Протокол | ЦСКА                                                    |
| Конате 80′ | Голы               | Обляков 3′, 22′ · Гайич 63' · Акинфеев 69' · Мухин 90+′ |

| | Составы | | |
| Шелия, Семёнов, Нижич, Богосавац, Тодорович, Тимофеев, Карапузов, Швец, Садулаев (Диванович 67'), Ильин (Гбамбле 46'), Агаларов (Конате 46'). Главный тренер: Сергей Ташуев. |         | Акинфеев, Набабкин, Дивеев, Виллиан, Кучаев (Ермаков 67'), Обляков, Медина (Носков 82'), Гайич (Глебов 67'), Зделар, Мендес (Мухин 86'), Заболотный (Чалов 67'). Главный тренер: Владимир Федотов. | Акинфеев, Набабкин, Дивеев, Виллиан, Кучаев (Ермаков 67'), Обляков, Медина (Носков 82'), Гайич (Глебов 67'), Зделар, Мендес (Мухин 86'), Заболотный (Чалов 67'). Главный тренер: Владимир Федотов. |

| Торпедо                                                                | 1:5 (0:3) Протокол | Ахмат                                                                  |
| Лебеденко 45+' · Юзепчук 53' · Стефанович 74′ · Савич 81' · Караев 81' | Голы               | Швец 9' · Тодорович 12′ · Конате 19′, 77′ · Камилов 38′ · Агаларов 89′ |

| | Составы | | |
| Бабурин, Самсонов, Кожемякин, Юзепчук, Каймаков (Орехов 66'), Чурич, Савич, Лебеденко (Караев 46'), Стефанович, Рейна, Андре (Турищев 66'). Главный тренер: Жозеп Клотет. |         | Шелия, Семёнов, Быстров, Богосавац, Тодорович, Камилов, Карапузов (Якуев 87'), Швец (Трошечкин 70'), Диванович (Черняк 87'), Гбамбле (Ильин 46'), Конате (Агаларов 80'). Главный тренер: Сергей Ташуев. | Шелия, Семёнов, Быстров, Богосавац, Тодорович, Камилов, Карапузов (Якуев 87'), Швец (Трошечкин 70'), Диванович (Черняк 87'), Гбамбле (Ильин 46'), Конате (Агаларов 80'). Главный тренер: Сергей Ташуев. |

| Москва 14 мая 2023, 16:30 MSK (UTC+3) | \| Динамо \| 0:3 (0:1) Протокол \| Ахмат \| \| Сазонов 13' · Смолов 64' \| Голы \| Семёнов 12' · Гбамбле 38′ · Конате 57′ · Ильин 71′ \| | ВТБ Арена Зрителей: 7091 Судьи: Гл.: Владимир Москалёв (Воронеж) боковые: Алексей Ширяев (Ставрополь), Сергей Каруненко (Воронеж) |
| Динамо                                | 0:3 (0:1) Протокол | Ахмат |
| Сазонов 13' · Смолов 64'              | Голы | Семёнов 12' · Гбамбле 38′ · Конате 57′ · Ильин 71′                                                                                |

| Грозный 20 мая 2023, 16:30 MSK (UTC+3)                                                      | \| Ахмат \| 3:0 (1:0) Протокол \| Химки \| \| Тимофеев 12' 49′ · Карапузов 28′ 61' · Камилов 54' · Харин 63′ · Тодорович 69' · Якуев 90+' \| Голы \| Мелентиевич 4' · Долгов 45' · Гбане 90+' \| | Ахмат Арена Зрителей: 5154 Судьи: Гл.: Владислав Безбородов (Санкт-Петербург) боковые: Максим Гаврилин (Владимир), Егор Болховитин (Ленинградская область) |
| Ахмат                                                                                       | 3:0 (1:0) Протокол | Химки |
| Тимофеев 12' 49′ · Карапузов 28′ 61' · Камилов 54' · Харин 63′ · Тодорович 69' · Якуев 90+' | Голы | Мелентиевич 4' · Долгов 45' · Гбане 90+' |

| Ростов-на-Дону 28 мая 2023, 16:30 MSK (UTC+3)                                  | \| Ростов \| 3:2 (2:2) Протокол \| Ахмат \| \| Голенков 6′, 12′ 45+' · Миронов 45+' · Глебов 45+' · Прохин 73′ · Лангович 76' \| Голы \| Харин 17' · Агаларов 32′ · Камилов 37' · Карапузов 40′ 82' · Семёнов 45+' · Тодорович 45+' · Тимофеев 45+' 69' · Швец 58' · Олейников 90' \| | Ростов Арена Зрителей: 9717 Судьи: Гл.: Виталий Мешков (Дмитров) боковые: Александр Богданов (Верея), Максим Ковалёв (Реутов)             |
| Ростов                                                                         | 3:2 (2:2) Протокол | Ахмат |
| Голенков 6′, 12′ 45+' · Миронов 45+' · Глебов 45+' · Прохин 73′ · Лангович 76' | Голы | Харин 17' · Агаларов 32′ · Камилов 37' · Карапузов 40′ 82' · Семёнов 45+' · Тодорович 45+' · Тимофеев 45+' 69' · Швец 58' · Олейников 90' |

| Грозный 3 июня 2023, 16:30 MSK (UTC+3)                                                     | \| Ахмат \| 2:2 (0:0) Протокол \| Краснодар \| \| Харин 35' · Камилов 70′ 83' · Олейников 78′ · Карапузов 82' · Шелия 89' · Альсултанов 90+' \| Голы \| Ионов 26' · Арутюнян 39' · Кордоба 66′ 83' · Олусегун 90+′ \| | Ахмат Арена Зрителей: 5987 Судьи: Гл.: Рафаэль Шафеев (Волгоград) боковые: Дмитрий Мосякин (Москва), Валентин Мурашов (Москва) |
| Ахмат                                                                                      | 2:2 (0:0) Протокол | Краснодар |
| Харин 35' · Камилов 70′ 83' · Олейников 78′ · Карапузов 82' · Шелия 89' · Альсултанов 90+' | Голы | Ионов 26' · Арутюнян 39' · Кордоба 66′ 83' · Олусегун 90+′                                                                     |

#### Турнирная таблица
| Поз | Команда   | И  | В  | Н | П  | МЗ | МП | РМ  | О  |
| --- | --------- | -- | -- | - | -- | -- | -- | --- | -- |
| 3   | Спартак   | 30 | 15 | 9 | 6  | 60 | 38 | +22 | 54 |
| 4   | Ростов    | 30 | 15 | 8 | 7  | 48 | 44 | +4  | 53 |
| 5   | Ахмат     | 30 | 15 | 5 | 10 | 51 | 39 | +12 | 50 |
| 6   | Краснодар | 30 | 13 | 9 | 8  | 62 | 46 | +16 | 48 |
| 7   | Оренбург  | 30 | 14 | 4 | 12 | 58 | 55 | +3  | 46 |

Пункт 17.3. В случае равенства очков у двух и более команд места команд в таблице Чемпионата определяются:
− по результатам игр между собой (число очков, количество побед, разность забитых и пропущенных мячей, число забитых мячей);
− по наибольшему числу побед во всех матчах;
− по лучшей разности забитых и пропущенных мячей во всех матчах;
− по наибольшему числу забитых мячей во всех матчах;
Пункт 17.4. При абсолютном равенстве всех указанных показателей места команд в итоговой турнирной таблице определяются в дополнительном матче (турнире) между этими командами.

#### Статистика выступлений
| Итого | Итого | Итого | Итого | Итого | Итого | Итого | Итого | Дома | Дома | Дома | Дома | Дома | Дома | На выезде | На выезде | На выезде | На выезде | На выезде | На выезде |
| И     | О     | В     | Н     | П     | МЗ    | МП    | РМ    | В    | Н    | П    | МЗ   | МП   | РМ   | В         | Н         | П         | МЗ        | МП        | РМ        |
| ----- | ----- | ----- | ----- | ----- | ----- | ----- | ----- | ---- | ---- | ---- | ---- | ---- | ---- | --------- | --------- | --------- | --------- | --------- | --------- |
| 30    | 50    | 15    | 5     | 10    | 51    | 39    | +12   | 7    | 3    | 5    | 21   | 17   | +4   | 8         | 2         | 5         | 30        | 22        | +8        |

### Кубок России

#### Группа С
| Поз | Команда         | И | В | ВП | ПП | П | МЗ | МП | РМ | О  | Квалификация                              |  | ДИН          | РОС | АХМ | ОРЕ |
| --- | --------------- | - | - | -- | -- | - | -- | -- | -- | -- | ----------------------------------------- |  | ------------ | --- | --- | --- |
| 1   | Динамо (Москва) | 6 | 3 | 0  | 1  | 2 | 9  | 8  | +1 | 10 | Выход в 1/4 финала верхней сетки плей-офф |  | —            | 3:1 | 2:1 | 1:0 |
| 2   | Ростов          | 6 | 3 | 0  | 0  | 3 | 12 | 11 | +1 | 9  | Выход в 1/4 финала верхней сетки плей-офф |  | 2:0          | —   | 3:0 | 3:1 |
| 3   | Ахмат (Грозный) | 6 | 3 | 0  | 0  | 3 | 11 | 12 | −1 | 9  | Выход в 1/4 финала нижней сетки плей-офф  |  | 2:1          | 3:1 | —   | 3:1 |
| 4   | Оренбург        | 6 | 2 | 1  | 0  | 3 | 12 | 13 | −1 | 8  |                                           |  | 2:2 (4:3 п.) | 4:2 | 4:2 | —   |

1. 1 2  По лучшей разнице мячей в личных встречах: Ростов +1, Ахмат −1

| 31 августа 2022 1 тур | Ахмат                                  | 3:1 (2:0) | Оренбург    | Грозный                                  |
| 20:30 MSK             | Фольмер 26′ · Садулаев 32′ · Ильин 51′ | (отчёт)   | 77′ Сычевой | Стадион: Ахмат Арена Судья: Сергей Чебан |

| 13 сентября 2022 2 тур | Динамо (Москва)           | 2:1 (2:1) | Ахмат         | Москва                                                    |
| 17:30 MSK              | Смолов 11′ · Гладышев 31′ | (отчёт)   | 18′ Олейников | Стадион: ВТБ Арена Зрителей: 6175 Судья: Василий Казарцев |

| 29 сентября 2022 3 тур | Ахмат                                  | 3:1 (0:0) | Ростов             | Грозный                                                   |
| 15:00 MSK              | Олейников 73′ (пен.), 79′ · Конате 88′ | (отчёт)   | 59′ (пен.) Тугарев | Стадион: Ахмат Арена Зрителей: 7008 Судья: Алексей Амелин |

| 19 октября 2022 4 тур   | Оренбург                                                           | 4:2 (3:2) | Ахмат                           | Оренбург                               |
| 15:30 MSK (17:30 MSK+2) | Воробьёв 20′ (пен.) · Оганесян 31′ · Полуяхтов 45+′ · Павловец 71′ | (отчёт)   | Агаларов 11′ · Ильин 39′ (пен.) | Стадион: Газовик Судья: Виталий Мешков |

| 23 ноября 2022 5 тур | Ахмат                            | 2:1 (2:0) | Динамо (Москва) | Грозный                                                          |
| 16:00 MSK            | Конате 17′ · Садулаев 42′ (пен.) | (отчёт)   | 57′ Кутицкий    | Стадион: имени Билимханова Зрителей: 7140 Судья: Кирилл Левников |

#### 1/4 финала. Регионы
| 26 февраля 2023        | Уфа (1Л)         | 1:2 (0:2) | Ахмат                       | Уфа                                                                                                 |
| 14:30 MSK (16:30 YEKT) | Ортис 67′ (пен.) | (отчёт)   | 36′ Агаларов · 45′ Садулаев | Стадион: Нефтяник Зрителей: 3825 (25,3%) Судья: Павел Шадыханов Игрок матча: Гамид Агаларов (Ахмат) |

| 15 марта 2023 | Ахмат | 0:3 (0:1) | Краснодар                       | Грозный                                                                                                |
| 15:00 MSK     |       | (отчёт)   | 27′ Кобнан · 60′, 90+3′ Кривцов | Стадион: Ахмат Арена Зрителей: 6700 (21,9%) Судья: Сергей Иванов Игрок матча: Мозес Кобнан (Краснодар) |

## Молодёжная команда
Молодёжная футбольная лига.
Первый этап (группа Б, предварительный этап). 2022
| Поз | Команда         | И  | В | Н | П  | МЗ | МП | РМ  | О  | Квалификация или выбывание |
| --- | --------------- | -- | - | - | -- | -- | -- | --- | -- | -------------------------- |
| 6   | Академия Кубань | 18 | 7 | 3 | 8  | 17 | 21 | −4  | 24 | Выход в Группу «II»        |
| 7   | Сочи            | 18 | 6 | 2 | 10 | 33 | 35 | −2  | 20 | Выход в Группу «II»        |
| 8   | Факел           | 18 | 6 | 2 | 10 | 18 | 25 | −7  | 20 | Выход в Группу «II»        |
| 9   | Ахмат           | 18 | 5 | 3 | 10 | 23 | 32 | −9  | 18 | Выход в Группу «II»        |
| 10  | Химки           | 18 | 4 | 2 | 12 | 23 | 41 | −18 | 14 | Выход в Группу «II»        |

Матчи
| дата месяц  | 15   | 22   | 26   | 29   | 5      | 12     | 19     | 26     | 2        | 9        | 16       | 30       | 8       | 14      | 21      | 28      | 4      | 11     |
| дата месяц  | июль | июль | июль | июль | август | август | август | август | сентябрь | сентябрь | сентябрь | сентябрь | октябрь | октябрь | октябрь | октябрь | ноябрь | ноябрь |
| ----------- | ---- | ---- | ---- | ---- | ------ | ------ | ------ | ------ | -------- | -------- | -------- | -------- | ------- | ------- | ------- | ------- | ------ | ------ |
| место матча | В    | Д    | В    | В    | Д      | В      | Д      | Д      | В        | Д        | В        | Д        | Д       | В       | Д       | В       | Д      | В      |
| соперник    | РОС  | СОЧ  | КУБ  | ФКЛ  | ЧЕР    | ХИМ    | ЛОК    | КРА    | ДИН      | РОС      | СОЧ      | КУБ      | ФКЛ     | ЧЕР     | ХИМ     | ЛОК     | ДИН    | КРА    |
| счёт        | 2:0  | 2:1  | 2:4  | 3:1  | 4:1    | 1:2    | 0:1    | 2:3    | 3:1      | 1:4      | 2:0      | 2:1      | 0:0     | 0:0     | 2:3     | 3:1     | 1:2    | 0:0    |
| место       |      |      |      |      |        |        |        |        |          |          |          |          |         |         | 8       | 8       | 9      | 9      |

Второй этап (группа II, турнир за 11-20 места). 2023
| Поз | Команда         | И  | В  | Н | П | МЗ | МП | РМ  | О  |
| --- | --------------- | -- | -- | - | - | -- | -- | --- | -- |
| 1   | Факел           | 18 | 11 | 5 | 2 | 25 | 10 | +15 | 38 |
| 2   | Ахмат           | 18 | 10 | 4 | 4 | 32 | 22 | +10 | 34 |
| 3   | Академия Кубань | 18 | 9  | 5 | 4 | 32 | 18 | +14 | 32 |
| 4   | Крылья Советов  | 18 | 7  | 6 | 5 | 28 | 21 | +7  | 27 |
| 5   | Нижний Новгород | 18 | 6  | 7 | 5 | 22 | 24 | −2  | 25 |